# Жевахов Іван Семенович
Іван Семенович Жевахов (Джавахішвілі) (груз. ივანე სიმონის ძე ჯავახიშვილი; 1762, Білики, Полтавський полк, Військо Запорозьке Городове — 24 липня 1837, Одеса, Російська імперія) — грузинський аристократ, князь. Військовик Російської імперії, визначний кавалерійський командир доби Наполеонівських воєн, генерал-майор (з 1813).

## Походження
Походив з грузинського князівського роду Джавахішвілі з історичного регіону Джавахетії. Легендарний родоначальник — полководець Джавах, що наприкінці XIV ст. боронив Грузинське царство від орди Тимура.
Батько — Шіо (Симеон) Джавахішвілі — виїхав до Російської імперії у 1724 році у свиті картлійського царя Вахтанга VI. У 1738 році прийняв російське підданство, отримав наділ — 30 дворів у сотенному містечку Білики Полтавського полку Гетьманщини. Служив у грузинській гусарській роті, у 1764 році отримав звання підполковника.

## Життєпис
Народився у 1762 році в Біликах. У 1775 році розпочав військову службу кадетом у 15-му Українському гусарському полку. У 1777 взяв участь у поході в Кубанський степ і боях з черкесами.
У 1783 році переведений до Харківського легкокінного полку. 1 березня 1786 року отримав звання поручника. 31 березня став полковим квартирмейстром. 1787 — переведений до 2-го батальйону Катеринославського Єгерського корпусу.
З квітня по листопад 1788 року воював з османським військом під Очаковом. За відзнаку у боях 17 червня підвищений до капітана. 18 червня взяв участь у розгромі османського флоту у лимані поблизу Очакова. У боях під час блокади фортеці 1 липня та 16 серпня був кілька разів поранений осколками бомб. У січні 1789 року переведений в Ізюмський легкокінний полк. Того ж року відзначився у боях за Бендери. У 1792 — брав участь у російсько-польській війні, підвищений до майора.
У 1795 році вступив на службу до Охтирського гусарського полку. З 12 листопада 1799 — підполковник. Вперше командував полком з 25 червня по 21 липня 1800. На посаді заступника командира полку взяв участь у боях Війни четвертої коаліції. Відзначився у грудні 1806 року під Пултуськом і у січні 1807 під Броком, за що 9 вересня був нагороджений Орденом Святого Георгія 4-го класу:
| на подяку чудової мужності та хоробрості, виявлених у битві проти французьких військ при м.Броці, де атакував неприятельський загін з такою безстрашністю, що разом з неприятельськими передовими постами увірвався до містечка та сильно вражав там неприятеля, при чому вбиті французький генерал Люкрес і ад'ютант маршала Бертьє. |
20 травня 1808 вдруге призначений командиром Охтирського полку. У 1809 взяв участь у поході на Галичину. 31 березня 1810 отримав звання полковника. У січні 1811 призначений шефом Серпуховського драгунського полку.
Під час Французько-російської війни 1812 року зі своїм полком діяв на півдні Білорусі. 13—15 липня відзначився у боях з саксонськими військами поблизу Кобриня, за що нагороджений Орденом Святого Володимира 3-го класу. 17 липня контратакою вибив ворожий загін з Пінська. 15—24 вересня розбив саксонців поблизу Колодяжного, переслідував через Ковель, Мокрани до Берестя. 1 листопада під Горностаєвичами в Білорусі бився з десятьма ескадронами ворожої кавалерії. 3—4 листопада під Волковиськом відбив захоплені російські обози. За це відзначений золотою шпагою. У грудні очолив зведений загін кінноти кількох полків у складі корпусу Ф. Остен-Сакена.

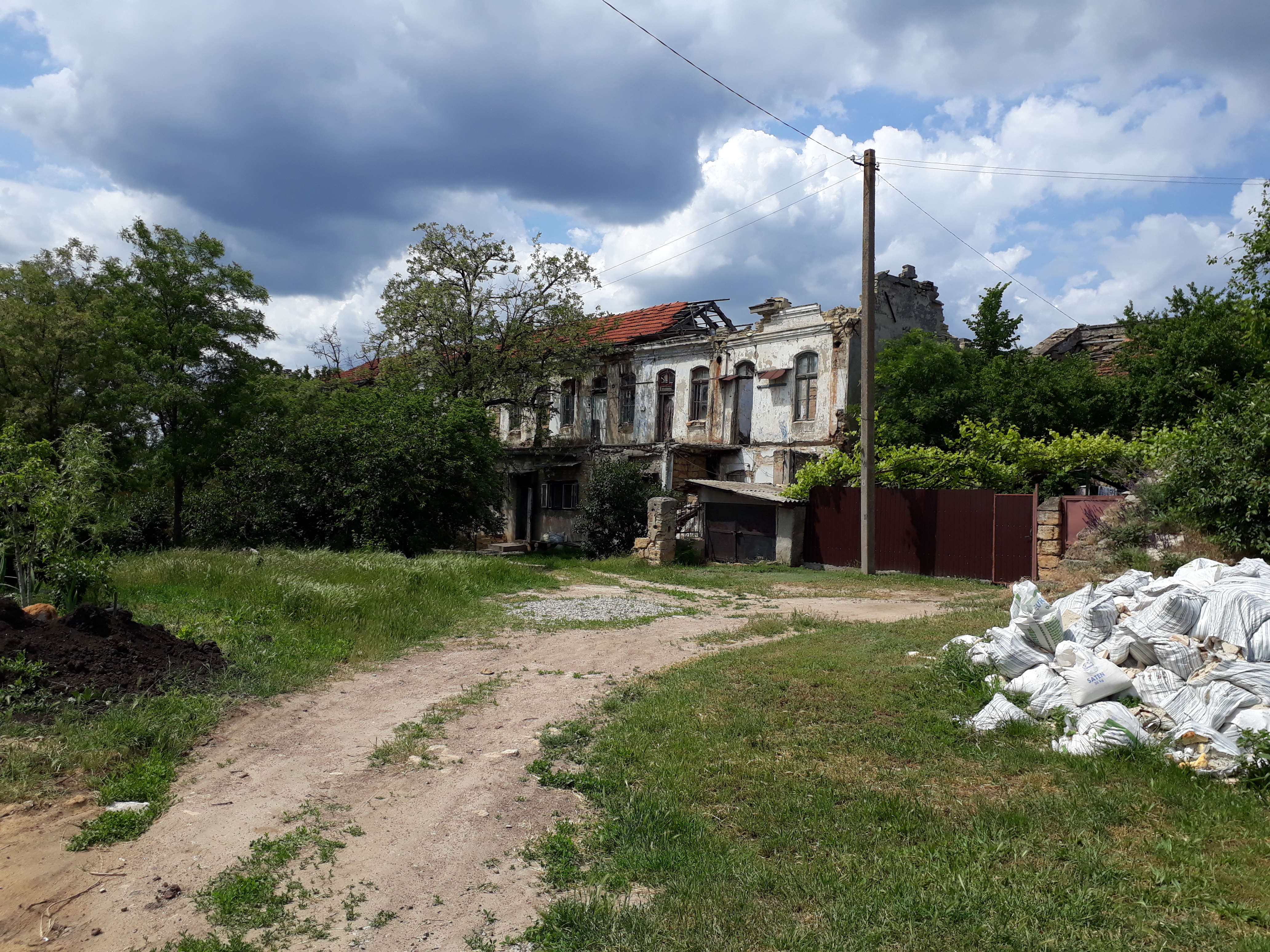
Руїни садиби Івана Жевахова у Латівці поблизу Одеси

19 січня 1813 зведений загін Жевахова першим увірвався до Любліна, знищивши загін уланів Понятовського. У лютому — брав участь у блокаді Модлинської фортеці. У березні — у взятті Ченстохови. 8 квітня отримав звання генерал-майора. Влітку-восени діяв у Пруссії, Саксонії, Вестфалії. Брав участь у Дрезденській битві.
31 січня 1817 відправлений у почесну відставку за станом здоров'я. Поселився неподалік від Одеси. Мешкав у садибі, розташованій між Хаджибейським і Куяльницьким лиманами (нині — село Латівка Одеської області, там збереглися рештки садиби). Також мав маєтки у самій Одесі, зокрема — в районі Нового базару. У 1833 році віддав частину своїх володінь на користь міських купалень. Пагорб, на якому знаходився один із маєтків Івана Жевахова, дістав назву Жевахової гори. Також, за однією з версій, на честь генерал-майора названа вулиця Князівська (тепер — вул. Маркевича) в Одесі.
Помер князь Іван Жевахов 24 липня 1837 року в Одесі. Похований на Першому міському цвинтарі.
Його портрет, написаний англійським художником Джорджем Доу у 1827 році, прикрашає Військову галерею Зимового палацу у Санкт-Петербурзі.

## Родина
Брат Спиридон (1745—?) — дослужився до майора. Мав володіння у Пирятинському, Кременчуцькому та Прилуцькому повітах. Очолював дворянство у Прилуцькому повіті.
Брат Пилип (1752—після 1817) — служив в Ізюмському, Охтирському, лейб-гвардії гусарських полках. З 1801 — генерал-майор. У 1812 організував і очолив Полтавське земське ополчення.
Іван Жевахов був одружений з Жозефіною Станіславівною Латур. Подружжя мало сина і 5 доньок.
Син Пилип Іванович — майор Одеського уланського полку. Донька Віра — дружина вченого, керівника природничого відділення Імператорської публічної бібліотеки в Санкт-Петербурзі Карла Беккера.